# Chatnalli, Hirekerur
Chatnalli là một làng thuộc tehsil Hirekerur, huyện Haveri, bang Karnataka, Ấn Độ.